# Miami and Erie Canal

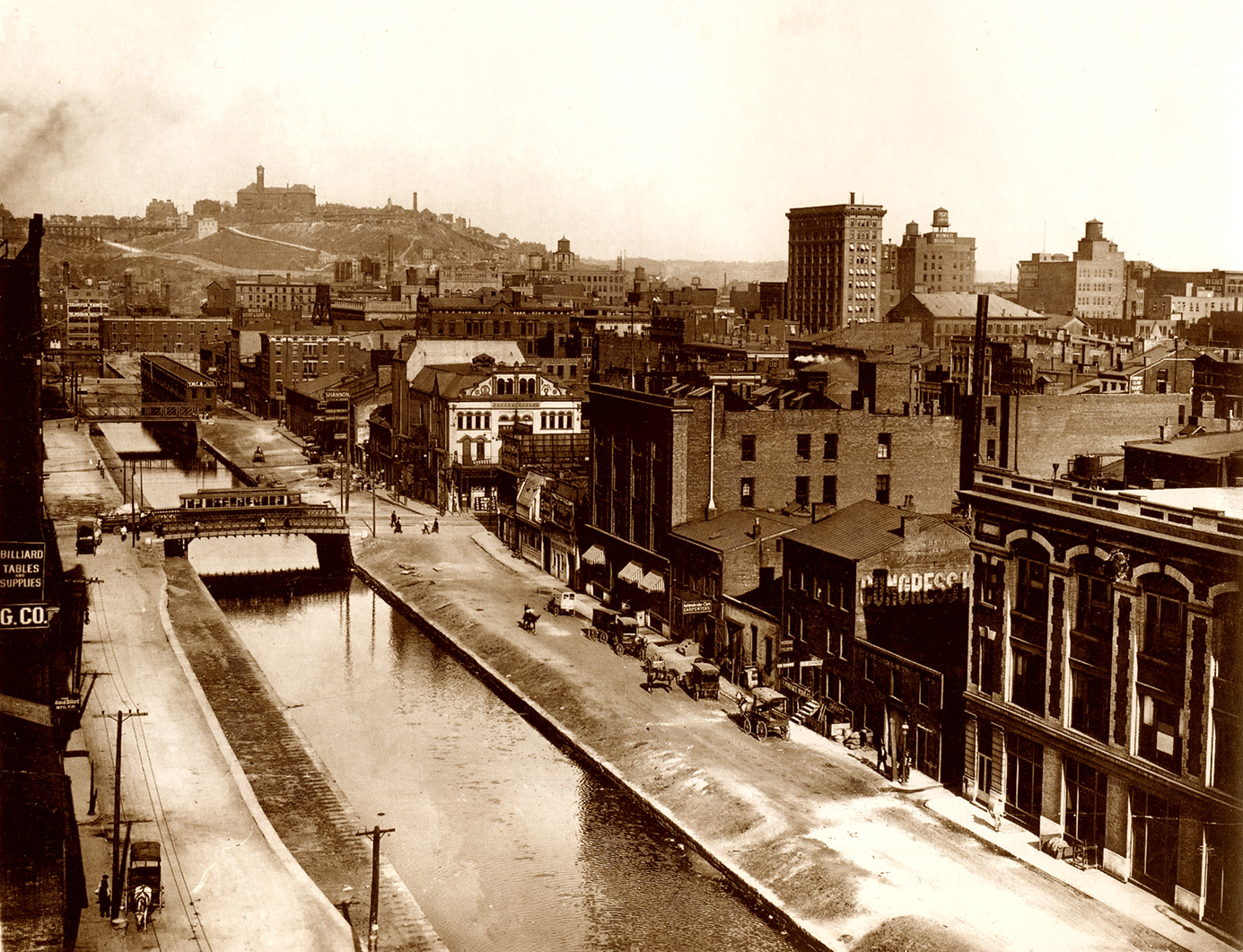
Miami and Erie Canal in Cincinnati, 1914

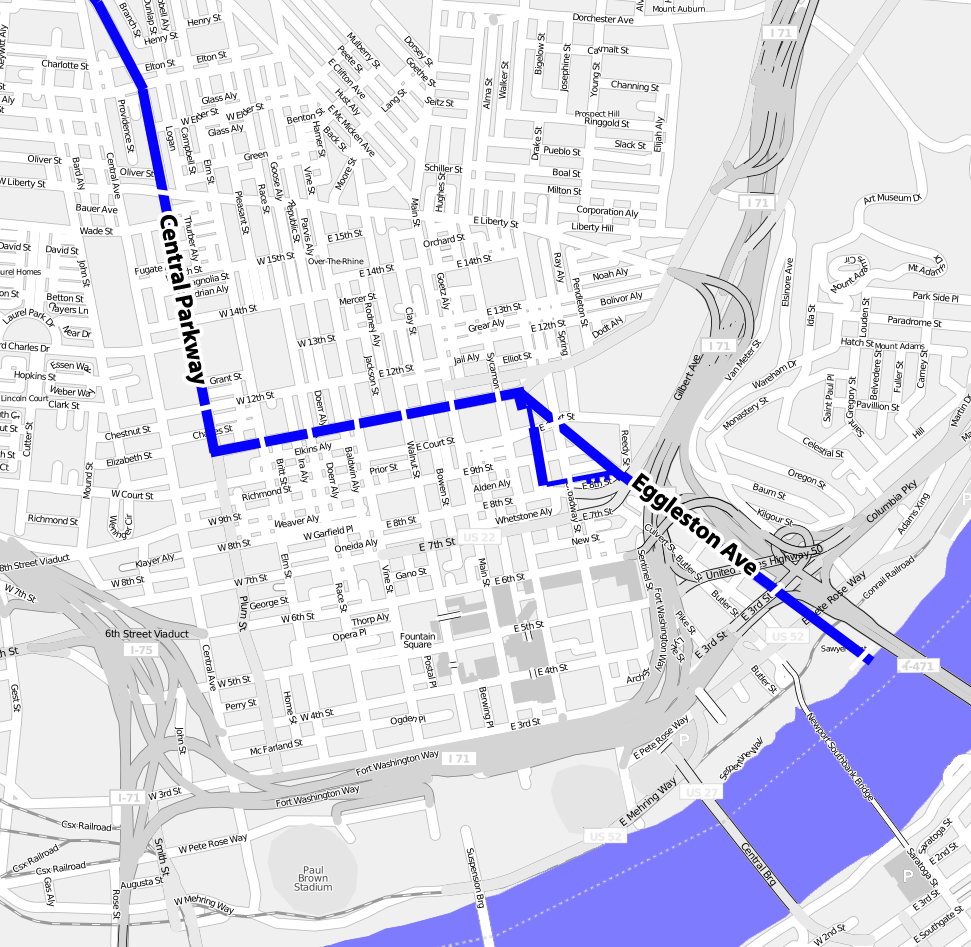
Lage im Stadtplan von Cincinnati

Der Miami and Erie Canal ist ein stillgelegter Schifffahrtskanal im Westen des US-Bundesstaats Ohio. Er verbindet auf einer Länge von ca. 290 km die Stadt Cincinnati am Ohio River im Süden mit dem Eriesee im Norden, dabei verläuft er auf etwa der Hälfte seiner Länge durch das Tal des Great Miami River. Seitenkanäle führen nach Defiance am Wabash River und zum Grand Lake St. Marys, einem künstlichen See, der als Reservoir für den Miami and Erie Canal angelegt wurde. Einzelne Bauwerke des Kanals wurden in das National Register of Historic Places aufgenommen, darunter die Lockington Locks, sieben Schleusen an bzw. nahe der Scheitelhaltung.
Der Bau des Kanals wurde im Jahr 1825 vom Parlament Ohios beschlossen und begonnen, 1845 war er fertiggestellt. Nach einem Hochwasser 1913 wurden Teile des Kanals zerstört, 1929 wurde er offiziell aufgegeben. Die begonnene, aber aufgegebene Cincinnati Subway folgt teilweise dem zeitgleich mit dem U-Bahn-Bau stillgelegten Miami and Erie Canal.

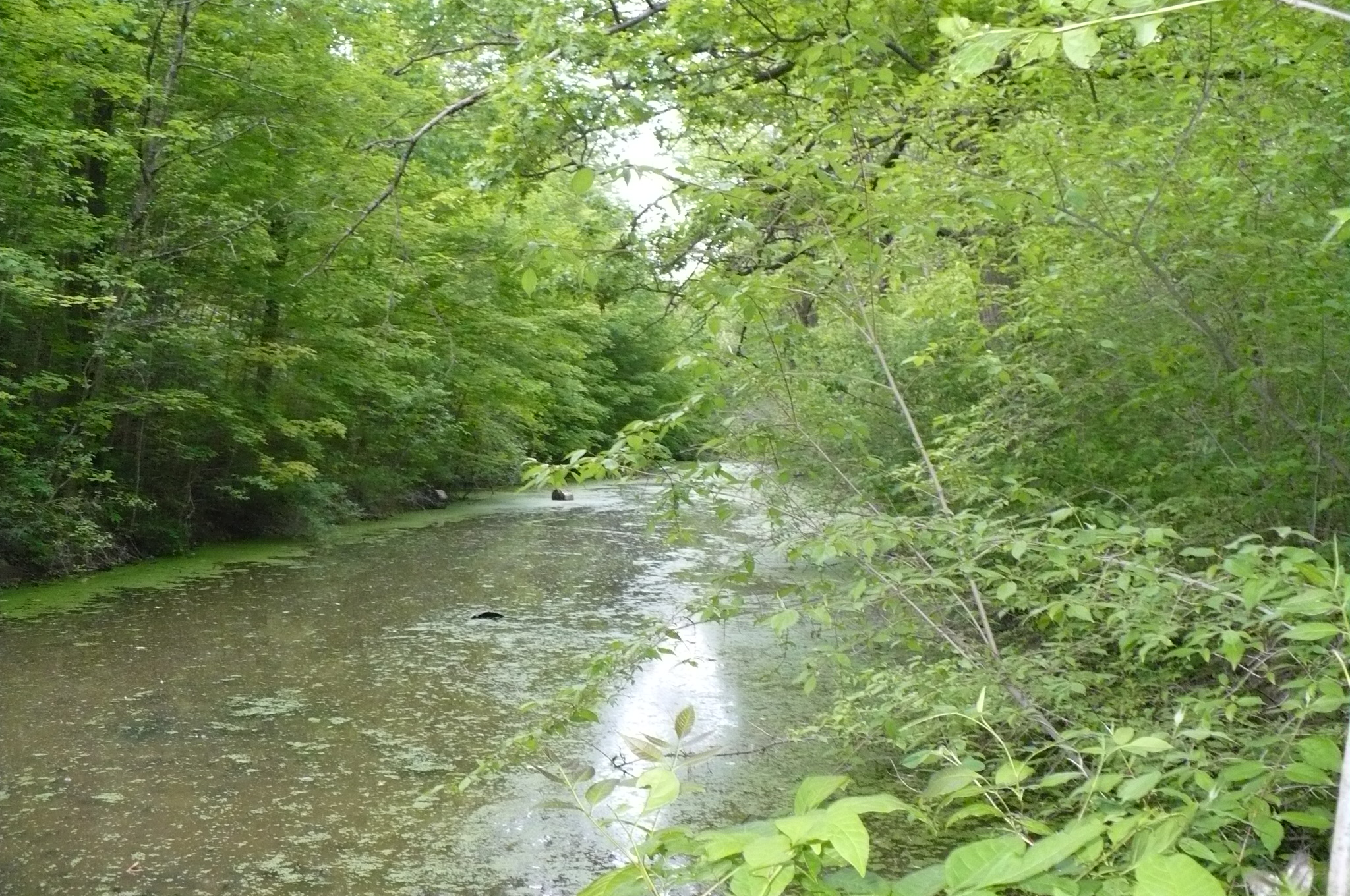
Überwucherte Reste des Kanals (2008)
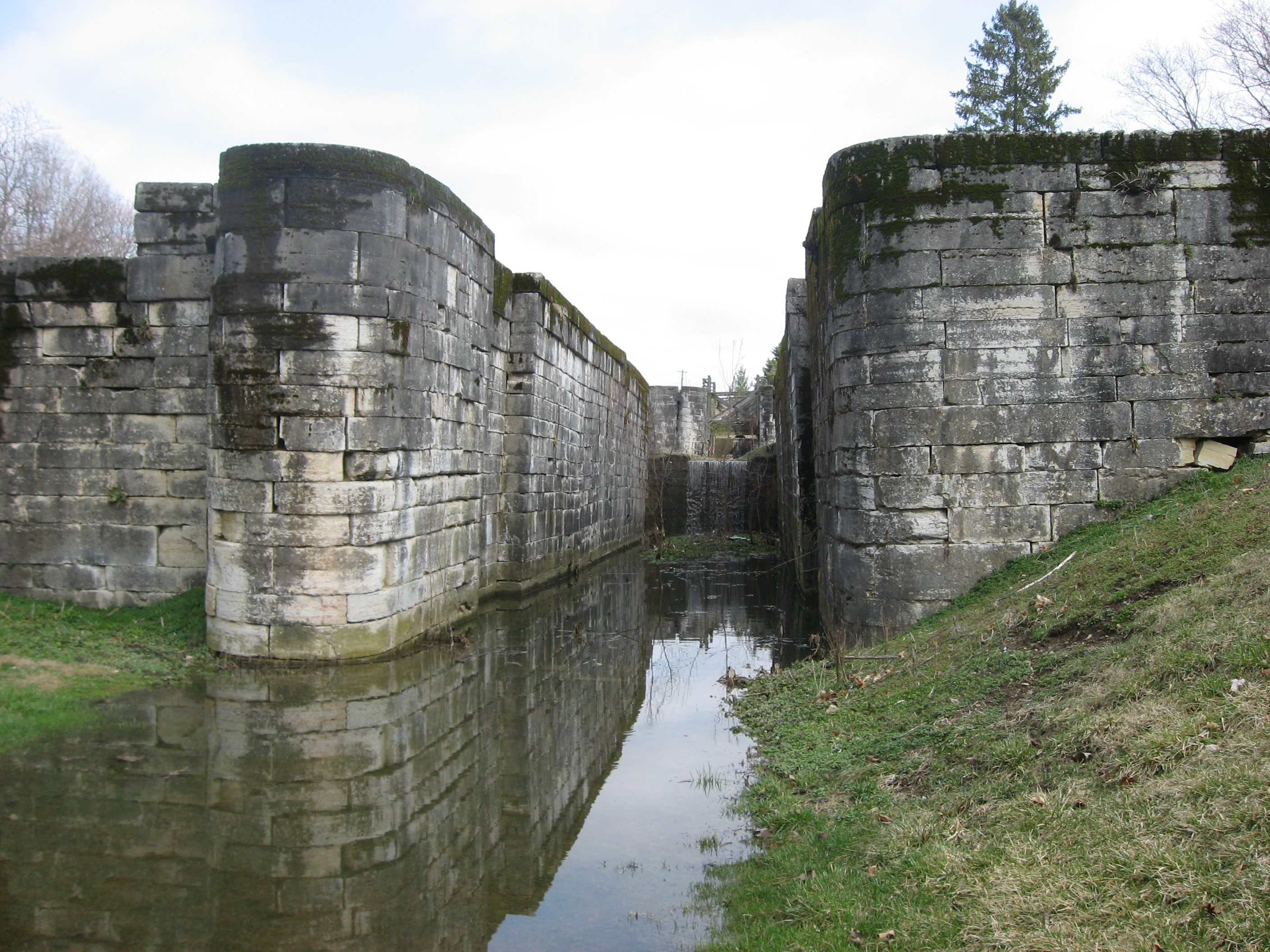
Stillgelegte Schleuse in Lockington
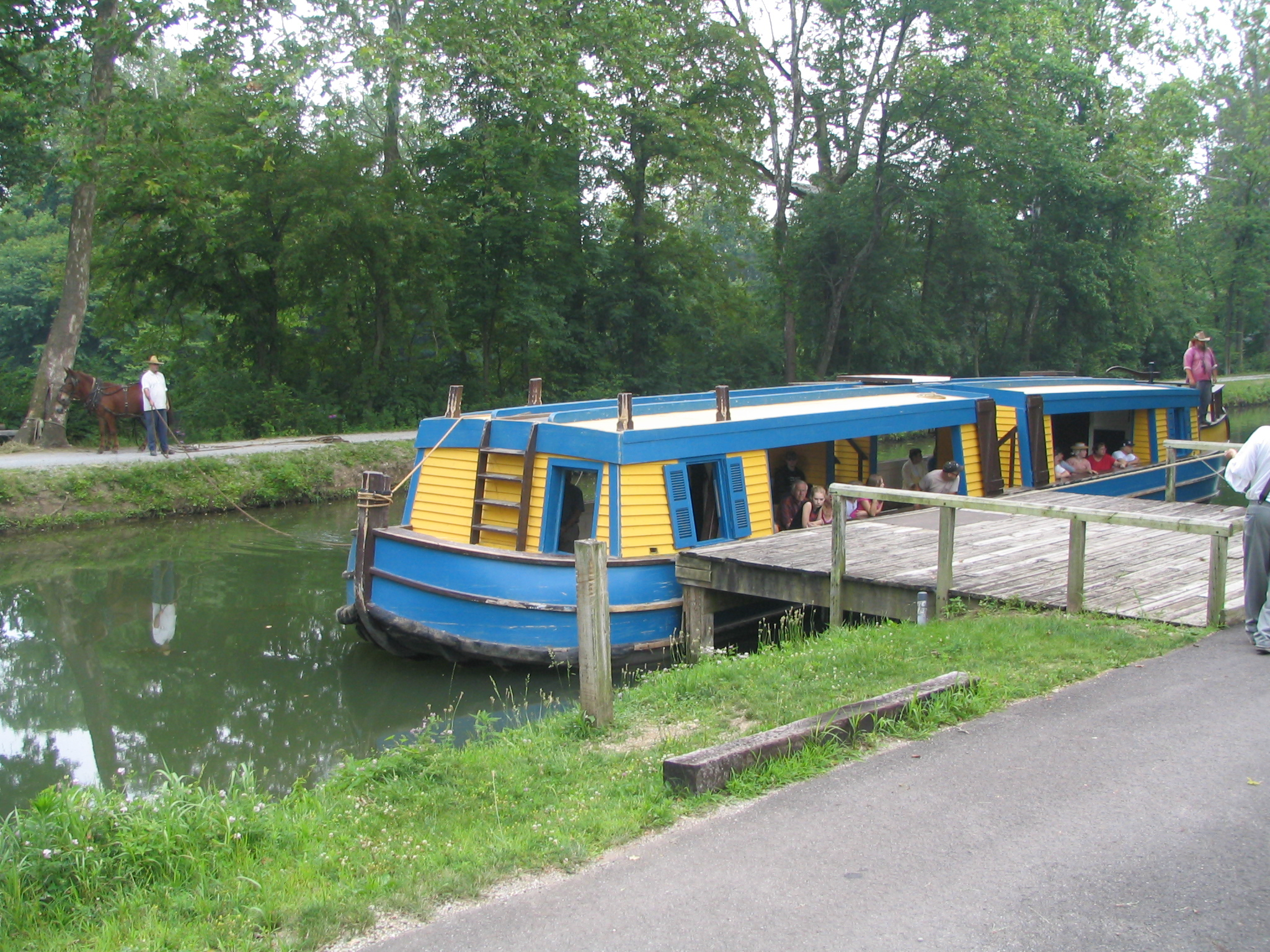
Mit einem Pferd getreideltes Boot auf einem erhaltenen Kanalabschnitt in Piqua